# 애아까르현
애아까르현(베트남어: Huyện Ea Kar / 縣亞嘎)은 베트남 중부 고원 지방 닥락성의 현이다.

## 행정 구역
애아까르현은 2시진, 14사를 관할하고 있다.

### 시진
- 애아까르 시진 (Thị trấn Ea Kar, 亞嘎市鎭)
- 애아크놉 시진 (Thị trấn Ea Knốp)

### 사
- 끄봉 사 (Xã Cư Bông, 格崩社)
- 끄엘랑 사 (Xã Cư Elang)
- 끄후에 사 (Xã Cư Huê, 格會社)
- 끄니 사 (Xã Cư Ni, 格尼社)
- 끄쁘롱 사 (Xã Cư Prông)
- 끄양 사 (Xã Cư Yang, 格楊社)
- 애아다 사 (Xã Ea Đar, 亞達社)
- 애아끄뭇 사 (Xã Ea Kmút)
- 애아오 사 (Xã Ea Ô, 亞沃社)
- 애아빨 사 (Xã Ea Păl, 亞班社)
- 애아사 사 (Xã Ea Sar, 亞沙社)
- 애아소 사 (Xã Ea Sô, 亞索社)
- 애아띠 사 (Xã Ea Tíh, 亞廸社)
- 쑤언푸 사 (Xã Xuân Phú, 春富社)